# Thomas Mannack
Thomas Mannack (* 16. Dezember 1958 in Berlin) ist ein deutscher Klassischer Archäologe.

## Leben und Wirken
Thomas Mannack ist ein Sohn des Literaturwissenschaftlers Eberhard Mannack. Er studierte nach seiner Reifeprüfung 1978 in Kiel Klassische Archäologie, Alte Geschichte und Ur- und Frühgeschichte an der Universität zu Kiel und an der Universität Heidelberg (1982). Nach einem Forschungsaufenthalt in Oxford (1984/85) wurde er 1992 bei Konrad Schauenburg an der Universität Kiel promoviert, Thema seiner Dissertation war Beazleys spätere und späteste Manieristen. Er ist ein Spezialist auf dem Gebiet der antiken Keramik, leitet die Datenbank des Beazley Archives und lehrt antike Ikonographie an der Universität Oxford.

## Schriften
- Beazleys spätere und späteste Manieristen. Dissertation, Universität Kiel 1992.
- The Late Mannerists in Athenian Vase Painting. Oxford University Press, Oxford 2001 (englische Ausgabe der Dissertation)
- Griechische Vasenmalerei. Eine Einführung. Theiss, Stuttgart 2002. ISBN 3-8062-1743-2. 2., durchgesehene und bibliographisch aktualisierte Auflage. Von Zabern, Darmstadt 2012, ISBN 978-3-8053-4462-3.
- mit John Falconer: Corpus vasorum antiquorum Great Britain. Faszikel 19: Winchester College. British Museum, London 2002, ISBN 0-19-726257-0.
- mit Jasper Gaunt: Corpus vasorum antiquorum Great Britain. Faszikel 21: Harrow School. British Museum, London 2005, ISBN 0-19-726306-2.
- Haspels addenda. Additional references to C. H. E. Haspels Attic black-figured Lekythoi. Oxford University Press, Oxford 2006, ISBN 0-19-726315-1.
- mit Hector Catling: Corpus vasorum antiquorum Great Britain. Faszikel 24: Oxford, Ashmolean Museum 4. Oxford University Press, Oxford 2010, ISBN 978-0-19-726444-7.
- mit Claudia Wagner: Greek Vases in the Frits Lugt Collection. Fondation Custodia, Paris 2010, ISBN 978-90-78655-09-1.